# Норт Каролина (футбольный клуб)

Прежний логотип клуба

«Норт Кароли́на» (англ. North Carolina FC) — американский профессиональный футбольный клуб из города Кэри, штата Северная Каролина. Основан в 2006 году. До декабря 2016 года носил название «Каролина Рэйлхокс». С 2024 года выступает в Чемпионшипе ЮСЛ, второй по силе футбольной лиге США. Домашние матчи проводит на стадионе «Уэйк-Мед Соккер Парк».

## История
Решение о создании собственной футбольной команды в городе Кэри было принято 26 января 2006 года на конференции на «САС Соккер Парк», позже переименованного в «Уэйк-Мед Соккер Парк».
Футбольный клуб «Каролина Рэйлхокс» был презентован 19 июля 2006 года в перерыве матча всех звёзд USL First Division, проходившего на «САС Соккер Парк». Название «Рэйлхокс» было выбрано в результате конкурса, который выиграл местный житель Джарретт Кэмпбелл. Вымышленная хищная птица «рэйлхок» (в переводе с англ. — «железнодорожный ястреб») сочетала в себе «скорость и мощь локомотива с агрессивной и свирепой природой ястреба».
11 октября 2006 года бывший защитник «Рочестер Райнос», Скотт Швейцер, был назначен первым главным тренером в истории клуба.
5 декабря 2006 года клуб подписал первые контракты с игроками, среди которых были игроки из MLS, USL, а также несколько игроков из заграничных клубов.
Свой первый официальный матч команда провела 21 апреля 2007 года, в котором сыграла вничью 1:1 с «Миннесота Тандер». На стадионе присутствовало 6327 болельщика. Первый гол в истории команды забил полузащитник Купоно Лоу, мощнейшим ударом левой ногой с 22 метров он отправил мяч в ворота Джо Уоррена уже на 8-й минуте матча.
8 мая команда одержала свою первую победу в товарищеском матче против «Чивас США» со счётом 2:0.
14 августа команда одержала победу 3:0 над «Чарлстон Бэттери», тем самым впервые в своей истории выиграла Southern Derby Cup.
Свой первый сезон в USL-1 команда закончила на 8-м месте, обеспечив себе место в плей-офф лишь в последнем матче, после победы 2:0 над своим главным конкурентом «Калифорния Виктори». Команда закончила своё выступление в плей-офф уже на стадии четвертьфинала, проиграв «Сиэтл Саундерс».
В ноябре 2009 года руководство клуба объявило о намерении покинуть первый дивизион USL и стать соучредителями новой Североамериканской футбольной лиги (NASL). Соучредителями новой лиги также стали «Атланта Силвербэкс», «Кристал Пэлас Балтимор», «Майами», «Миннесота Тандер», «Монреаль Импакт», «Тампа-Бэй Раудис», «Ванкувер Уайткэпс» и «Сент-Луис».
В сезоне 2010 клуб выступал во временной лиге USSF D-2, образованной Федерацией футбола США (USSF) как компромиссное решение конфликта между USL и NASL. Команда выиграла свою конференцию и в плей-офф дошла до финала, где уступила по сумме двух встреч 1:3 «Пуэрто-Рико Айлендерс».
В 2011 году команду приобрела компания Traffic Sports USA, после чего команда вступила в NASL, получившую санкцию от USSF.
«Рэйлхокс» стали первыми в регулярном сезоне 2011 года, однако в плей-офф остановились в полуфинале, уступив «Миннесоте Старз».
В октябре 2015 года команду приобрёл местный бизнесмен Стив Малик.
6 декабря 2016 года клуб, получивший новое название — «Норт Каролина», заявил о планах бороться за франшизу MLS и строительства нового стадиона на 24 тыс. мест.
16 ноября 2017 года было объявлено о переходе клуба в United Soccer League.
10 января 2021 года клуб опустился в Лигу один ЮСЛ.

## Стадион
Команда проводит свои домашние матчи на «Уэйк-Мед Соккер Парк», в городе Кэри, штат Северная Каролина, который открылся в мае 2002 года. Футбольный комплекс состоит из главного поля, а также двух запасных арен для тренировок и четырёх дополнительных полей. Главный стадион вмещает 10 000 человек.

## Главные тренеры
- Скотт Швейцер (2006—2008)
- Мартин Ренни (2009—2011)
- Колин Кларк (2012—2018)
- Дейв Саракан (2019—2020)
- Джон Брэдфорд (2021 — н. в.)

## Достижения
- Североамериканская футбольная лига
  - Победитель регулярного чемпионата (2): 2011, 2013